# Tomáš Došek
Tomáš Došek (ur. 12 września 1978 w Karlowych Warach) – czeski piłkarz grający na pozycji napastnika. W polskiej I lidze wystąpił 17 razy strzelając 3 bramki.